# Strążyski Potok
Strążyski Potok – potok, dopływ potoku Młyniska. Jego zlewnia obejmuje Dolinę Strążyską w Tatrach Zachodnich. Ma źródło na wysokości ok. 1140 m n.p.m. w wapiennym rumowisku w jednym z dwóch górnych odgałęzień Doliny Strążyskiej – Małej Dolince, powyżej wodospadu Siklawica, pod północną ścianą Giewontu. Przy wysokim stanie wody pojawia się drugie, krasowe źródło powyżej Siklawicy.
Do Siklawicy potok spływa wąskim, wyżłobionym w rumowisku skalnym korytem. Jego spadek jest na tym odcinku niewielki. Spadając z progu skalnego podcinającego Małą Dolinkę, tworzy efektowny wodospad Siklawica o wysokości 23 m. Jego średni spadek liczony u podnóża Siklawicy wynosi już 37,6%. Z Wielkiej Równi i Końskiego Żlebu spływają do niego potoczki, ale tylko okresowe, przy wyższym stanie wód. Natomiast w rejonie Polany Strążyskiej zasilany jest niewielkimi źródłami krasowymi, tutaj też wpływa do niego największy jego dopływ – Grzybowiecki Potok, spływający dnem Doliny Grzybowieckiej oraz niewielki potok spływający Sarnim Żlebem spod Czerwonej Przełęczy. Poniżej Polany Strążyskiej Strążyski Potok tworzy koryto o przeciętnej szerokości 3–4 m i głębokości do 0,5 m. Aż do wylotu z Tatr nie ma żadnego dopływu. Uchodzi do niego co prawda kilka żlebów z grzbietu Grześkówki i południowo-wschodniego grzbietu Łysanek, ale ich dno jest suche. Zasilają go natomiast źródła wypływające w wapiennym lub aluwialnym dnie doliny oraz źródła na zboczach Samkowej Czuby zbudowanej z dolomitów i łupków. Przed wylotem z Doliny Strążyskiej koryto potoku rozszerza się do 10–12 m i występuje w nim silna erozja boczna. Na wysokości 897 m n.p.m. uchodzi do niego prawostronny Potok ku Dziurze, i od tego miejsca Strążyski Potok zmienia nazwę na Młyniska. Po wypłynięciu z masywu tatrzańskiego potok gubi ok. 20% swojej wody. Jest to cecha charakterystyczna dla obszarów krasowych i występuje w wielu innych potokach tatrzańskich.
Powierzchnia zlewni wynosi 12,836 km², długość potoku 6,1 km, średni spadek 9,5%, średnioroczny przepływ wody ok. 150–200 l/s. Podobnie jak w wielu innych górskich potokach, w czasie gwałtownych opadów deszczu ilość płynącej nim wody gwałtownie wzrasta, a jej niszczycielska energia jest ogromna.
Strążyski Potok w dużym stopniu przyczynia się do atrakcyjności turystycznej Doliny Strążyskiej – jednej z najliczniej zwiedzanych dolin tatrzańskich. Istniejący na nim wodospad Siklawica podziwiany był już w początkach turystyki tatrzańskiej. W korycie potoku ogromne głazy oszlifowane przez płynącą wodę i niesione przez nią kamienie, liczne bystrza, progi skalne i baniory.

## Szlaki turystyczne
szlak prowadzący z Zakopanego doliną wzdłuż potoku na Polanę Strążyską, a następnie przez Przełęcz w Grzybowcu i Grzybowiec na Wyżnią Kondracką Przełęcz pod Giewontem.
- Czas przejścia z Zakopanego na Polanę Strążyską: 40 min, ↓ 35 min
- Czas przejścia z polany na Giewont: 2:35 h, ↓ 1:55 h

 prowadzący z Polany Strążyskiej do Siklawicy. Czas przejścia: 15 min w obie strony.